# Jack Wallace
Pour les articles homonymes, voir Wallace.
Jack Wallace, né à Pekin, en Illinois, le 15 août 1933 et mort à Los Angeles le 16 avril 2020 est un acteur américain.
Il est connu pour ses rôles dans Boogie Nights (1997), L'Ours (1988) et American Pie 2 (2001).
Il a obtenu son premier rôle dans un long métrage, Un justicier dans la ville (1974).

## Filmographie
- 1974 : Un justicier dans la ville (Death Wish) de Michael Winner : Hank
- 1987 : Engrenages (House of Games) de David Mamet : le barman de la Maison des Jeux
- 1988 : L'Ours de Jean-Jacques Annaud : Bill
- 1993 : Mad Dog and Glory de John McNaughton : Tommy
- 1997 : Boogie Nights de Paul Thomas Anderson : Rocky
- 1999 : Une locataire idéale (Stranger in My House), téléfilm de Joe Cacaci : chef Lewis
- 2001 : American Pie 2 de James B. Rogers : le gars enthousiaste